# Neukirchen bei Lambach
Neukirchen bei Lambach – gmina w Austrii, w kraju związkowym Górna Austria, w powiecie Wels-Land. Według Austriackiego Urzędu Statystycznego liczyła 893 mieszkańców (1 stycznia 2015).